# Umundurowanie funkcjonariuszy Agencji Bezpieczeństwa Wewnętrznego

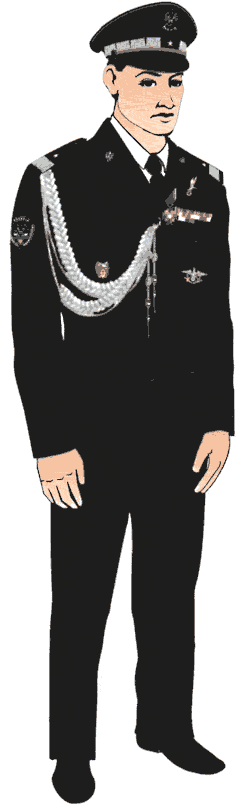
Mundur wyjściowy generała ABW obowiązujący w latach 2005–2010

Umundurowanie funkcjonariuszy ABW – uniformy noszone przez funkcjonariuszy Agencji Bezpieczeństwa Wewnętrznego. Aktualnie obowiązujące wzory wprowadzono w roku 2010.

## Mundury ABW w latach 2002–2010
Wraz z powstaniem ABW, przejęła ona wzory mundurów obowiązujące do tej pory w UOP. W roku 2005 rozporządzeniem Prezesa Rady Ministrów Kazimierza Marcinkiewicza wprowadzono nowe umundurowanie.
Umundurowanie służbowe składało się z czapki (letnia typu bejsbolówka; zimowa typu uszanka), munduru, swetra i kurtki nieprzemakalnej w kolorze ciemnozielonym oraz beżowej koszuli. Natomiast umundurowanie wyjściowe składało się z czapki garnizonowej z czarnym otokiem, munduru, płaszcza z podpinką oraz kurtki w kolorze ciemnozielonym oraz białej koszuli.
Ponadto do umundurowania wyjściowego i służbowego noszono czarny krawat, szalik w kolorze ciemnozielonym, czarne obuwie, pas główny oraz matowosrebrzysty sznur wyjściowy. Na czapkach do umundurowania wyjściowego i służbowego umieszczano wizerunek orła z napisem „ABW” (na biało-czerwonej wstędze pod godłem) wykonany metodą haftu.
Umundurowanie ćwiczebne składało się z czapki letniej (typu bejsbolówka) i zimowej (typu bejsbolówka z nausznikami), kurtki ćwiczebnej, munduru ćwiczebnego, koszulo-bluzy oraz rękawic w kamuflażu – do 2005 r. wzoru „Gepard” a od 2005 r. wzoru „Pantera”. Do umundurowania ćwiczebnego noszono czarny pas syntetyczny oraz czarne wysokie, sznurowane obuwie. Na czapkach umieszczano wizerunek orła z napisem „ABW” (nad godłem) wykonany metodą haftu.
Krój munduru ćwiczebnego oraz koszulo-bluzy wzorowany był na wojskowym umundurowaniu polowym wz. 93. Natomiast kurtka posiadała krój podobny do kurtek wojskowych wojsk lądowych w kamuflażu „Moro”.

## Mundury ABW od roku 2010
Nowe mundury ABW wprowadziła w roku 2010. Najważniejszą zmianą był nowy kolor mundurów wyjściowych – oliwkowy zamiast ciemnozielonego oraz nowe czapki garnizonowe. Nowe umundurowanie oparto na wzorze przyjętym przez Biuro Ochrony Rządu. Ponadto wycofano mundur służbowy i wprowadzono reprezentacyjny. Zmienił się, także krój i kamuflaż mundurów ćwiczebnych.
Aktualnie w ABW wyróżnia się trzy rodzaje umundurowania:
- reprezentacyjne
- wyjściowe
- ćwiczebne

Ponadto wyróżnia się elementy umundurowania przeznaczone na lato oraz na zimę. Okres zimowy trwa od 1 listopada do 31 marca, a okres letni od 1 maja do 30 września. Miesiące kwiecień i październik stanowią okres przejściowy – funkcjonariusz w zależności od warunków atmosferycznych może nosić umundurowanie letnie bądź zimowe.

### Umundurowanie reprezentacyjne
Umundurowanie reprezentacyjne nosi się w przypadku wykonywania zadań reprezentacyjnych na posterunkach honorowych, asystach honorowych oraz w poczcie sztandarowym i flagowym.
W skład umundurowania reprezentacyjnego wchodzą:
- Czapka wyjściowa z otokiem w kolorze granatowym
- Mundur wyjściowy całoroczny
- Płaszcz sukienny
- Koszula wyjściowa biała z długimi rękawami
- Obuwie skórzane w kolorze czarnym – buty bukatowe
- Krawat w kolorze granatowym
- Rękawiczki skórzane letnie i zimowe w kolorze czarnym;
- Pasek skórzany do spodni w kolorze czarnym;
- Pas skórzany z koalicyjką w kolorze czarnym;
- Sznur galowy w kolorze matowosrebrnym;
- Oznaki stopni i służby;
- Szalik zimowy w kolorze granatowym.

### Umundurowanie wyjściowe
Umundurowanie wyjściowe noszone jest przez funkcjonariuszy z wszystkich korpusów osobowych w dniach świąt narodowych i państwowych na polecenie Szefa Agencji Bezpieczeństwa Wewnętrznego lub na wniosek (zatwierdzony przez Szefa ABW) kierownika jednostki organizacyjnej w której służy dany funkcjonariusz.
W skład umundurowania wyjściowego wchodzą:
- Czapka wyjściowa z otokiem w kolorze granatowym
- Mundur wyjściowy całoroczny
- Spódnica munduru wyjściowego całoroczna[b]
- Kurtka ocieplana z membraną paroprzepuszczalną z odpinanym ocieplaczem w kolorze granatowym;
- Koszula wyjściowa z długimi rękawami w kolorze białym;
- Koszula wyjściowa z krótkimi rękawami z naramiennikami w kolorze białym;
- Bluza ubrania treningowego;
- Spodnie ubrania treningowego;
- Obuwie skórzane w kolorze czarnym – mężczyźni półbuty, kobiety czółenka[c]
- Krawat w kolorze granatowym;
- Rękawiczki skórzane letnie i zimowe w kolorze czarnym;
- Pasek skórzany do spodni (spódnicy) w kolorze czarnym;
- Pas skórzany (główny) w kolorze czarnym;
- Sznur galowy w kolorze matowosrebrnym[d];
- Oznaki stopni i służby;
- Szalik zimowy w kolorze granatowym.

### Umundurowanie ćwiczebne
W Agencji Bezpieczeństwa Wewnętrznego umundurowanie ćwiczebne noszone jest przez funkcjonariuszy zajmujących się ochroną fizyczną obiektów ABW, a także przez słuchaczy i wykładowców etatowych ośrodka szkolenia.
W skład umundurowania ćwiczebnego letniego wchodzą:
- czapka ćwiczebna;
- spodnie ćwiczebne;
- koszulo-bluza ćwiczebna;
- bluza ćwiczebna;
- koszulka służbowa;
- podkoszulka;
- pas ćwiczebny;
- kurtka ocieplana z membraną paroprzepuszczalną z odpinanym ocieplaczem w kolorze granatowym;
- obuwie ćwiczebne całoroczne w kolorze czarnym;
- oznaki stopni i służby.

W skład umundurowania ćwiczebnego zimowego wchodzą:
- czapka ćwiczebna bawełniana w kolorze czarnym;
- spodnie ćwiczebne;
- bluza ćwiczebna;
- kurtka ocieplana z membraną paroprzepuszczalną z odpinanym ocieplaczem w kolorze granatowym;
- rękawice ćwiczebne pięciopalczaste;
- szalik zimowy w kolorze granatowym;
- oznaki stopni i służby.

### Opis niektórych elementów munduru ABW
Czapka wyjściowa wykonana jest z tkaniny w kolorze khaki. Czapka posiada granatowy otok oraz lamówkę (wypustka łącząca denko z kwaterą). Na otoku umieszcza się oznakę stopnia służbowego ABW. Daszek czapki czarny. Z przodu zamocowany jest wizerunek orła z napisem „ABW” wykonany metodą haftu komputerowego. Czapkę wyjściową nosi się do munduru reprezentacyjnego i wyjściowego.
Mundur wyjściowy wykonany jest z tkaniny w kolorze khaki, krój wzorowany na mundurze wyjściowym BOR. Noszony w składzie umundurowania wyjściowego i reprezentacyjnego. Ponadto w składzie umundurowania wyjściowego funkcjonariusze-kobiety mogą nosić spódnicę, zamiast spodni. Na kurtce munduru wyjściowego nosi się guziki z wizerunkiem orła. Na kołnierzu umieszcza się korpusówki ABW, a na lewym rękawie oznakę organizacyjną ABW.
Kurtka wykonana z tkaniny paroprzepuszczalnej w kolorze granatowym. Posiada odpinany ocieplacz. Noszona zarówno w składzie umundurowania wyjściowego jak i polowego. Na plecach oraz z przodu nad lewą górną kieszenią kurtki umieszcza się zamaskowaną patkę z napisem fluorescencyjnym „ABW”. Ponadto Szef ABW może zezwolić na noszenie kurtki, w składzie ubioru cywilnego podczas wykonywania przez funkcjonariuszy zadań służbowych.
Czapka ćwiczebne letnia jest to czapka typu bejsbolówka wykonana z tkaniny w kamuflażu typu Multicam. Z przodu umieszczono wizerunek orła z napisem „ABW” wykonany metodą haftu.
Czapka ćwiczebna zimowa wykonana z czarnej dzianiny bawełnianej.
Mundur ćwiczebny wykonany jest z tkaniny w kamuflażu typu Multicam. Krój bluzy i spodni podobny do munduru wojskowego wz. 2010. Mundur występuje w dwóch wariantach: letnim i zimowym. Krój koszulo-bluzy jak we wcześniejszych wzorach, kamuflaż typu Multicam.